# Neumichtis confundens
Neumichtis confundens là một loài bướm đêm trong họ Noctuidae.